# 佐久層
佐久層（さくそう）は、日本の北海道中軸部に分布する地層。蝦夷層群を構成する累層であり、上部セノマニアン階 - 下部チューロニアン階に相当する。下位層に日陰ノ沢層、上位層に鹿島層があり、また上部日陰ノ沢層から本層にかけて浅海相の三笠層と対応する。

## 層序
佐久層は松本 (1939) で提唱、松本 (1942) で定義された。Matsumoto (1942) は天塩中川地域の佐久地域を模式地に指定した。
佐久層およびそれに相当する地層は北海道中軸部に広く分布しており、松本・岡田 (1973) は模式地である天塩中川地域以外に古丹別地域・小平地域・芦別地域・大夕張地域などに分布することを報告している。天塩中川地域の佐久層はMatsumoto (1942) と松本・岡田 (1973) でIId1からIId3までの3部層に区分されている。ここにおいて、IId1とIId3は礫岩を挟む砂泥互層であり、IId2は主に礫岩で構成される。他方、橋本ほか (1967) と岡村 (1977) は同地域の佐久層をSk1からSk3の3部層に区分している。前者は砂岩優勢の砂泥互層をSk1、発達した暗灰色泥岩とその上下の砂岩・礫岩をSk2、厚い砂岩層と薄い泥岩層からなる互層をSk3とした。これと別に、後者は礫岩のみをSk2とした。
佐久層の上位層である鹿島層との境界は、佐久層で泥岩に挟まれる砂岩が見られなくなり、また鹿島層の泥岩に見られる生物擾乱が卓越する層準である。佐久層と鹿島層の境界は、かつての"中部蝦夷層群"と"上部蝦夷層群"の境界に等しい。

## 岩相
主に泥岩が優勢なタービダイトから構成されており、泥岩と砂岩の互層が認められる。当該のタービダイトは頻繁に珪長質凝灰岩を挟む。凝灰岩層は厚さ数十cmに達するものも多く、特に厚いものでは2mにおよぶものもある。
佐久層の中部には、互層の泥質部分が緑灰色を呈する、砂質シルト岩ないし泥質砂岩からなる層準があり、KY-4として鍵層に指定されている。KY-4から得られた黒雲母は、カリウム-アルゴン法により95.5±2.1～87.7±1.9 Ma、93.1±2.2～92.8±2.0 Ma といった絶対年代を示している。KY-4は大夕張から苫前地域南部にかけて分布が確認されており、 KY-4の基底部付近では海洋無酸素事変を示すOAE 2層準、およびセノマニアン/チューロニアン境界が見られている。

## 化石
佐久層では泥岩中に石灰質ノジュールが多く見られ、アンモナイトやイノセラムス類が多産する。佐久層から産出するイノセラムス類ではInoceramus hobetsensis、I. ginterensis、I. pennatulusがある。アンモナイトではNeophylloceras subramosumや、Muramotoceras ezoense、Tetragonites glabrus、Gaudryceras denseplicatum、Eubostrycoceras japonicum、Scalarites scaralis、Mesopuzosia pacificaなどが産出する。
植物の花粉や胞子の内訳は裸子植物や被子植物をシダ植物が顕著に上回っており、シダ類はフサシダ科、裸子植物は中生代型針葉樹類が優勢である。また、被子植物の花粉はTricolpate型が大部分を占める一方、より新しい形態であるPorate型も産出する。こうした植物相は同時代のシベリアの地層と共通している。